# Capitel bicéfalo

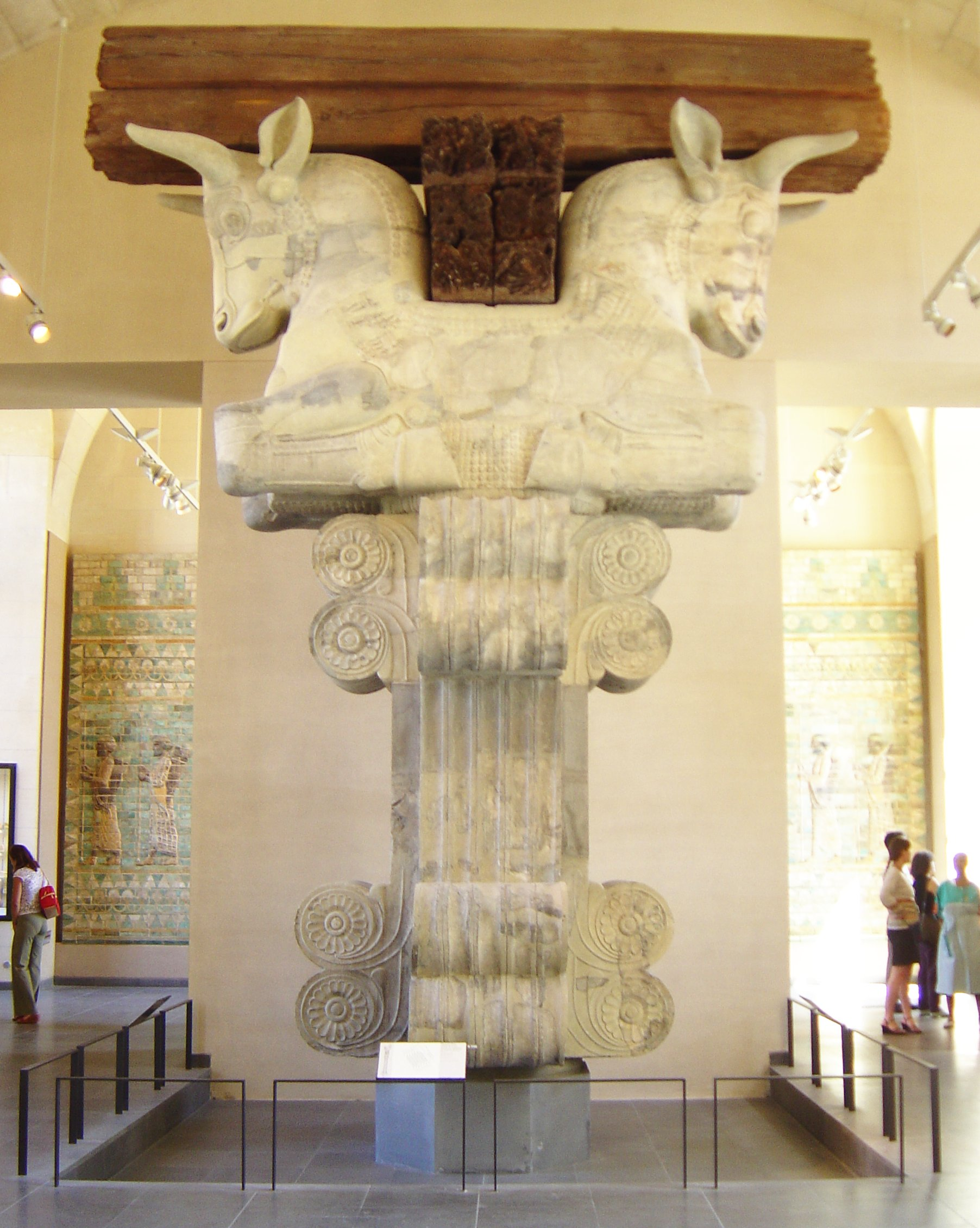
Capitel bicéfalo o de doble toro o del palacio de Darío

En la arquitectura medo-persa es característico el capitel de tipo bicéfalo o de doble toro, que consta de una parte adornada con volutas y de dos partes con torsos de toro, caballos o grifos opuestos, entre los cuales queda un espacio donde se insertan y descansan las vigas del entablamento.